# Stan Rice
Stan Rice (ur. 7 listopada 1942 w Dallas, zm. 9 grudnia 2002 w Nowym Orleanie) – amerykański malarz i poeta, mąż pisarki Anne Rice.
Swoją przyszłą żonę poznał w szkole w Dallas, do której oboje uczęszczali. Ślub wzięli w 1961 roku. Stan oświadczył się żonie w telegramie. Później uczył w uniwersytecie w San Francisco języka angielskiego i kreatywnego pisania. Był również malarzem, jego prace były wystawiane w Ogden Museum of Southern Art i New Orleans Museum of Art, obie wystawy w Nowym Orleanie. Po śmierci córki Michelle wydał swój pierwszy tom poezji, podobnie jak jego żona Anne wydała pierwszą powieść Wywiad z wampirem. Stan Rice był pierwowzorem postaci Lestata, dlatego bohater otrzymał jego datę urodzin, czyli 7 listopada. Najsłynniejszym z jego tomów jest Owieczka nie byle jaka, wydana po śmierci Michelle. O ile twórczość Anne Rice jest ogólnie znana na świecie, to twórczość jej męża jest cicha i mniej komercyjna. Stan Rice pisał również wiersze trudniejsze w odbiorze niż powieści żony o czarownicach i wampirach. Anne Rice umieszczała wiersze męża w powieściach Królowa potępionych, Memnoch Diabeł, Sługa kości i Belinda.
Został pochowany w Nowym Orleanie.